# Henry Thomas Buckle
Pour les articles homonymes, voir Buckle.
Henry Thomas Buckle (né le 24 novembre 1821 à Lee (Londres) - mort le 29 mai 1862 à Damas) est un historien britannique.

## Biographie
Buckle a fixé certaines lois qui président à la course de l'homme vers le progrès. Ses œuvres ont été rassemblées et éditées par Helen Taylor, à la demande du beau-père de celle-ci et ami de Buckle, John Stuart Mill.
Buckle était également considéré comme un fort joueur d'échecs. Il remporta le tournoi du Samuel Reiss's Grand Cigar Divan en 1849 et gagna des matchs sur Lionel Kieseritzky en 1848, Johann Löwenthal et Adolf Anderssen en 1851.

## Œuvres
- History of Civilization in England, 2 vol.,J. W. Parker & Son: London 1857-1861
- The Miscellaneous and Posthumous Works of Henry Thomas Buckle, éditées par Helen Taylor, 3 vol., London 1872